# Nkhata Bay
Nkhata Bay è un centro abitato del Malawi, situato nella Regione Settentrionale.